# 김대호 (배우)
김대호(1973년 6월 12일 ~ 현재)는 대한민국의 영화 배우이다.

## 출연작

### 영화
- 2017년 《석조저택 살인사건》(무술팀)
- 2016년 《서울역》... 응급실 노숙자 2 / 정씨 / 경찰과장 역
- 2015년 《경성학교: 사라진 소녀들》... 일본군 역 (무술팀, 단역)
- 2013년 《전설의 주먹》... 사당고 동창생들 역
- 2012년 《시체가 돌아왔다》... 신랑 역 (우정출연)
- 2010년 《주유소 습격 사건 2》... 닭집 사장 역
- 2009년 《전우치》... 10인의 전우치 역
- 2008년 《나는 행복합니다》... 송식 역
- 2008년 《강철중: 공공의 적 1-1》... 유치장 사내 1 역
- 2008년 《가루지기》... 근육질 사내 역
- 2008년 《나는 행복합니다》... 송식 역
- 2007년 《이스라이》... 협회 작업실 선배 역
- 2007년 《권순분 여사 납치사건》... 농촌 총각 역
- 2006년 《라디오 스타》... 세탁소 사장 역
- 2006년 《다세포 소녀》... 뚱땡 조폭/간수 역
- 2005년 《공공의 적 2》... PDA파 강동일 역
- 2004년 《귀신이 산다》... 스님 역
- 2004년 《여고생 시집가기》... 스님 역
- 2002년 《4발가락》... 르까프 부하 역
- 2000년 《깡패법칙》
- 2000년 《죽거나 혹은 나쁘거나》... 건달 2 역
- 1999년 《간첩 리철진》... 무장강도 1 역
- 1997년 《스카이 닥터》... 순경 1 역